# Cases amb pati al carrer Rafael de Casanova, 45-49 (Santa Coloma de Gramenet)
Les Cases amb pati al carrer Rafael de Casanova, 45-49 és una obra noucentista de Santa Coloma de Gramenet (Barcelonès) protegida com a Bé Cultural d'Interès Local.

## Descripció
Es tracta d'un conjunt de cases entre mitgeres fent xamfrà, format per edificacions de planta baixa i pati al darrere ubicades en parcel·les de petites dimensions.
Les façanes presenten acabat en estuc imitant falsos carreus de pedra combinat amb arrebossat. Totes les cases presenten elements ornamentals de caràcter noucentista: esgrafiats, impostes ceràmiques, frontons, balustrades, estucs amb imitació de carreus de pedra o obra vista. Les finestres de grans dimensions, se situen, a banda i banda de la porta d'accés a la casa i estan protegides per reixes de ferro forjat. Les cobertes són planes.
L'autoria de les cases: Josep Alemany i Juvé cases 47 i 49, Lluís Colomer i Balot cases 4 i 6. Ampliació: J. Ustrell i Sort.